# فونار إبريقي الشكل
فونار إبريقي الشكل (الاسم العلمي:Funaria urceolata) هو نوع من النباتات يتبع جنس الفونار من الفصيلة الفونارية.